# Приёмов, Владимир Владимирович
Влади́мир Влади́мирович Приёмов (укр. Володимир Володимирович Прийомов; 2 января 1986, Одесса) — украинский футболист, полузащитник эстонского клуба «Нарва-Транс». Выступал за молодёжную сборную Украины до 21 года.

## Биография

### Клубная карьера
Воспитанник одесского футбола. Действует на позиции игрока атаки — полузащитником или нападающим.
23 марта 2008 года отправился в аренду до конца сезона в одесский «Черноморец» из донецкого «Шахтёра», контракт с которым подписал до 2011 года.
1 марта 2011 года клуб «Крылья Советов» объявил о заключении контракта на 2,5 года с Владимиром. Дебютировал за новую команду 12 марта 2011 года в матче 1 тура чемпионата России с нальчинским «Спартаком».
15 июля 2013 года подписал контракт с одесским «Черноморцем» рассчитанный на 1 год. 4 января 2014 года по инициативе Владимира контракт с «Черноморцем» был расторгнут.
В начале 2014 года подписал контракт с запорожским «Металлургом». В конце 2014 года у Приёмова истёк срок контракта с клубом и он его покинул в статусе свободного агента.
Зимой 2015 года перешёл в харьковский «Металлист». В сезоне 2014/15 провёл за «Металлист» 12 матчей и забил 6 голов. В феврале 2018 года стал игроком брунейского ДПММ, выступающего в чемпионате Сингапура.
В начале 2022 года перешел в «Таврию», но после ее расформирования оставался без клуба. В апреле в качестве свободного агента подписал контракт с эстонским коллективом «Нарва-Транс». Уже в своем дебютном матче Приёмов отличился забитым голом в ворота «Вапруса». По итогам сезона покинул команду.

### Карьера в сборной
За молодёжную сборную Украины до 21 года сыграл 16 матчей, забил 4 гола.

## Достижения
- Чемпион Ирана 2017
- Серебряный призёр чемпионата Украины 2007
- Финалист Суперкубка Украины 2007
- Чемпион Одесской области 2004

## Статистика по сезонам
Данные на 25 июля 2011
| Сезон   | Клуб                      | Матчи | Голы |
| ------- | ------------------------- | ----- | ---- |
| 2005    | Сатурн (Раменское, дубль) | 17    | 4    |
| 2005/06 | Металлург (Донецк)        | 13    | 1    |
| 2006/07 | Металлург (Донецк)        | 24    | 3    |
| 2007/08 | Шахтёр (Донецк)           | 2     | 0    |
| 2007/08 | Черноморец (Одесса)       | 7     | 0    |
| 2009/10 | Крымтеплица (Молодёжное)  | 8     | 1    |
| 2010/11 | Александрия (Александрия) | 3     | 0    |
| 2011/12 | Крылья Советов (Самара)   | 16    | 1    |